# Anthroleucosoma banaticum
Anthroleucosoma banaticum är en mångfotingart som beskrevs av Karl Wilhelm Verhoeff 1899. Anthroleucosoma banaticum ingår i släktet Anthroleucosoma och familjen Anthroleucosomatidae. Inga underarter finns listade i Catalogue of Life.